# Спортни парк Лендава
Спортни парк Лендава (словен. Športni park Lendava) — багатофункціональний стадіон у місті Лендава, Словенія. Наразі він використовується переважно для проведення футбольних матчів і є домашнім стадіоном клубу НК «Нафта 1903». Стадіон, був побудований в 1946 році та повністю реконструйований у 2006 році. Має місткість 2000 місць.
Стадіон має ліцензію УЄФА на проведення міжнародних матчів і використовується як одне з основних місць проведення матчів жіночої збірної Словенії.